# 释道慈
释道慈（1953年6月—），俗姓翁，名兴旺，男，浙江普陀人，中国佛教僧人，现任中国佛教协会副会长、浙江省佛教协会名誉会长，普陀山佛教协会会长，普陀山普济寺方丈。第十二、十三届全国政协委员。